# Otto Ehlers (Politiker)
Otto Ehlers (* 4. Februar 1855 in Lemwerder; † 27. Juni 1917 in Berlin) war ein Mitglied der Preußischen Abgeordnetenhauses von 1910 bis 1917.

## Leben
Ehlers studierte von 1879 bis 1889 Volkswirtschaft und Jura und war danach als volkswirtschaftlicher Syndikus der Handelskammer in Posen tätig. 1911 wechselte er auf die gleiche Position in Berlin.
Ehlers wurde am 5. Dezember 1910 in einer Nachwahl als Mitglied der FVP für den Wahlkreis Breslau 4 (Stadtkreis Breslau) in das Preußische Abgeordnetenhaus gewählt. Am 5. April 1911 verlor er zwar sein Mandat wegen einer Ungültigkeitserklärung, wurde aber am 20. November desselben Jahres wiedergewählt.

## Werke
- Der Binnenhandel in: Philipp Zorn, Herbert von Berger (Schriftleitung): Deutschland unter Kaiser Wilhelm II. Hrsg. von Siegfried Körte, Friedrich Wilhelm von Loebell u. a. 3 Bände. R. Hobbing, Berlin 1914.